# Bad Honnef
Bad Honnef è una città di 25 738 abitanti della Renania Settentrionale-Vestfalia, in Germania. Appartiene al distretto governativo (Regierungbezirk) di Colonia, ed al circondario (Kreis) del Reno-Sieg (targa SU). Bad Honnef si fregia del titolo di "Media città di circondario" (Mittlere Kreisangehörige Stadt).

## Suddivisione amministrativa[2]
Bad Honnef si divide in 4 zone, corrispondenti all'area urbana e a 3 frazioni:
- Bad Honnef (area urbana)
- Aegidienberg
- Rhöndorf
- Selhof

## Ambiente
Affacciato sul Reno, il paese è circondato a Nord dalla bassa catena dei monti Drachenfels. Nell'area cittadina si trova il parco naturale Honnefer Stadtwald.

## Gemellaggi[3]
- Berck, Francia
- Cadenabbia, Italia
- Ludvika, Svezia
- Wittichenau, Sassonia, Germania